# Hilard
Cet article possède un paronyme, voir Hilaard.
Hilard est un quartier de Laval, en Mayenne. Il se trouve au nord du centre-ville de Laval, sur la rive droite de la Mayenne. Il a été aménagé à partir des années 1970, et il est surtout composé de maisons individuelles, mais aussi de quelques immeubles HLM. Il est situé en hauteur par rapport au reste de la ville.
Hilard fait partie du quartier administratif « Hilard-Grenoux ». 

## Géographie
Le quartier d'Hilard est séparé du centre-ville par la ligne de Paris-Montparnasse à Brest et il est limité à l'est par la Mayenne. À l'est, il est limité par le boulevard Dugueslin ; au-delà se trouve l'ancien village de Grenoux. Enfin, au nord, Hilard est limitrophe de la commune de Changé, dont il est séparé par la rocade. Hilard est aussi marqué par l'ancienne caserne du 42e régiment de transmissions, qui se trouve en son centre, et par l'ensemble pavillonnaire des Ribaudières, plus récent, situé au nord, avant la rocade.
Hilard se trouve sur un ensemble de plateaux dominant la Mayenne, qui se poursuivent vers le sud au niveau du centre-ville puis du bois de l'Huisserie. Ces plateaux sont formés de schiste et sont pauvres en terre végétale.

## Histoire
Jusqu'aux années 1970, Hilard est une zone rurale, comptant quelques hameaux, comme La Mare, La Maison Neuve ou Les Ormeaux. Les terrains situés autour de l'avenue de Fougères ont fait partie de la commune de Grenoux jusqu'en 1863, date de son annexion par Laval. 
La même année, un champ de manœuvre est créé, puis une caserne est construite à proximité en 1873, afin de remplacer la caserne Corbineau, installée en 1812 dans un ancien couvent. Le 101e régiment d'infanterie s'installe à Laval en 1877, puis il est remplacé au fil des ans par d'autres formations, comme le 124e et le 130e régiment d'infanterie. La dernière formation lavalloise, le 42e régiment de transmissions, est dissout en 2011.
Le départ des militaires affecte le quartier, qui perd un certain nombre d'habitants. Il laisse aussi 50 hectares et 50 000 m2 de bâtiments.

## Éducation, santé et culture
- École maternelle et primaire
- Collège Emmanuel de Martonne
- Direction de l'Enseignement Catholique
- Théâtre du Tiroir Jean-Macé
- Centre Hospitalier, Hôpital de jour Laval-Ouest
- Centre Hospitalier, Hôpital de jour Laval-Est
- Centre de soins

## Vie de quartier
- Antenne solidarité Hilard
- Église Saint Paul d'Hilard
- Maison de Quartier Nord-Ouest
- Club de retraite

## Sport
- Gymnase Hilard
- Union Sportive de Beauregard-Hilard (USL Laval)
- USL Laval Basket
- USL Laval, Tir à l'arc
- Laval Karaté 53